# ウラジーミル・ヴォローニン
ウラジーミル・ニコライ・ヴォローニン（モルドバ語: Vladimir Nicolae Voronin、ロシア語: Влади́мир Никола́евич Воро́нин、1941年5月25日 - ）は、モルドバの政治家。第3代大統領（在任:2001年 - 2009年）。日本語では慣例として「ウラジミール・ボローニン」とも表記する。
1941年5月25日、当時ソビエト連邦の構成国だったモルダヴィア共和国のキシナウ県（現在の沿ドニエストルのデュバサリ地区コルジョヴァ村）に生まれる。ヴォローニンはスラブ風のフルネームであるが、民族的には生粋のルーマニア系である。祖父の名はイシドール・サルブ(Isidor Sârbu)といい、2005年に亡くなった母親の名はペラゲイア・ブジェニツァ（Pelagheia Bujeniţă）である。

## 学歴・経歴
1961年キシナウ技術専門高等学校を卒業。パン製造工場の企業長を歴任する。1971年ソ連食品工業大学を卒業。同年共産党に入党し党活動を開始する。1983年ソ連共産党中央委員会付属社会科学アカデミーを卒業後、モルダビア共産党中央委員会組織部副部長。1985年ベンデル（現ベンデリ）市共産党第一書記。1989年モルダビア共和国内相を歴任する。
1991年ソ連内務省アカデミーを卒業。ソ連駐ベトナム大使に任命され赴任するが、ソ連8月クーデターに遭遇。クーデター後はロシア連邦内務省に籍を置いた。

## 政治経歴
1994年モルドバ共産党第一書記に選出される。1998年3月モルドバ議会議員選挙に立候補し当選する。この選挙でモルドバ共産党は議会で議席の四割を占めた。
ヴォローニンは、共産党議会内党派代表に就任し、2000年7月に大統領を議会で選出するという憲法改正を実現した（なお、この憲法改正は2016年3月になって、手続きが違法であったとして憲法裁判所より違憲と判断され、その後は直接選挙による選出に戻っている）。2001年ペトル・ルチンスキー大統領は議会を解散し、2月25日に選挙が行われ、総議席101議席中、共産党は71議席を獲得し第一党となった。4月4日、憲法の規定によりヴォローニンは議会で大統領に選出された（4月7日就任）。
ヴォローニン率いるモルドバ共産党は、モルドバにおけるロシア語の公用語化、ロシア・ベラルーシ連盟国への参加などを当初は主張してロシアの仲介によるコザク・メモランダムに基づいて沿ドニエストルとの連邦化に動くも決裂、モルドバ政府は欧州連合に接近、ルーマニア語学校を閉鎖した沿ドニエストル地方に対する経済制裁を課し、2006年にはロシア側もグルジアワインとともにモルドバワイン等の輸入禁止措置をすることで対抗した。

### 大統領退任へ
2009年4月5日に実施された総選挙で、ヴォローニン率いる共産党は引き続き第1党を維持したと見られているが、選挙結果に不満を募らせた野党支持者が翌6日から首都キシナウで反政府デモを開始。翌7日にはデモ隊が暴徒化して議会や大統領府を襲撃する事態に発展した。これらの動きに対し、政府側は再集計を実施するなどの妥協案を提示し事態収拾を模索している。前回（2005年）の総選挙の際も、前述のバラ革命・オレンジ革命に触発された野党支持者が反政府デモを行ったものの、その際には短期間で下火になっている。ヴォローニンは連続3選を禁じた憲法の規定により、大統領職を退かなければならないものの、その政治的影響力の大きさからロシアのウラジーミル・プーチン首相のように首相に横滑りするなど何らかの形で院政を行使すると見られていた。そして、2009年5月12日にモルドバ議会の議長に就任した。これにより、院政を行使すると思われたが、大統領選挙で共産党の候補ジナイダ・グレチャヌイを大統領に選出することが野党のボイコットにより失敗。議会を解散しなければならなくなった。解散の結果、共産党は大きく議席を減らし、ヴォローニン自身も2009年9月11日に辞職した。

## 人物
既婚者で、子を2人（1男1女）有している。長男は同国有数の企業家として知られるオレグ・ヴォローニンである。